# Медаль «За бой „Варяга“ и „Корейца“»
Медаль «За бой „Варяга“ и „Корейца“» — государственная награда Российской империи. Награждались участники боя 27 января 1904 года при Чемульпо.

## Основные сведения
Медаль «За бой „Варяга“ и „Корейца“» — медаль Российской империи для награждения моряков бронепалубного крейсера 1-го ранга первой Тихоокеанской эскадры Российского флота «Варяг» и канонерской лодки «Кореец», участвовавших в бою у Чемульпо. Проект этой медали был одобрен 10 апреля 1904 года. Учреждена 5 июня 1904 года по указу императора Николая II. 
"Государъ Императоръ, въ память геройскаго подвигна, оказанного крейсеромъ I ранга "Варягъ" и мореходною канонерскою лодкою "Кореецъ", 5-го іюня сего года, Высочайше соизволилъ утвердить серебряную медаль, для ношения участниками этого боя на груди на лентѣ́ съ изображниемъ Андреевскаго флага". 
В отличие от остальных медалей, учреждённых в связи с русско-японской войной, эта медаль была учреждена непосредственно во время войны. Все остальные медали были учреждены после войны.

## Порядок вручения
Медаль «За бой „Варяга“ и „Корейца“» вручалась экипажу «Варяга» и «Корейца», принявшему бой у Чемульпо. Было отчеканено 697 медалей по числу матросов и унтер-офицеров в экипаже. Известно, что на «Варяге» был 21 офицер, 4 кондуктора, 3 волонтера и 529 матросов и унтер-офицеров (всего убито 30 человек), а на «Корейце» было 6 офицеров, 160 матросов и унтер-офицеров и 1 повар. Помимо данной медали, все нижние чины получили знак отличия Военного ордена 4-й степени. Два матроса получили знак отличия Военного ордена 3-й степени, поскольку 4-ю степень награды уже имели. Офицеры и военные чиновники, в том числе контр-адмирал Всеволод Фёдорович Руднев, получили Орден Святого Георгия 4-й степени или другие ордена, при этом орденами не были награждены некоторые чиновники с «Варяга». Хотя в некоторых источниках утверждается, что медаль «За бой „Варяга“ и „Корейца“ 27 января 1904 года при Чемульпо» офицерам не полагалась, послужные списки офицеров, а также большинство источников данную точку зрения опровергают.
В честь пятидесятилетия со дня боя у Чемульпо Президиум Верховного Совета СССР указами от 8 февраля и 24 августа 1954 года, 10 марта и 9 августа 1955 года наградил медалями «За отвагу» оставшихся в живых участников боя.

## Описание медали
Металл, из которого изготовлена медаль — серебро. Диаметр 30 мм. На лицевой стороне изображён венок из двух лавровых ветвей, внутри него помещалось изображение креста ордена Святого Георгия на ленте. По окружности, начиная с нижней части круга, размещена надпись: «ЗА БОЙ ВАРЯГА И КОРЕЙЦА 27 ЯНВ.1904 Г.-ЧЕМУЛЬПО.—». На реверсе изображены корабли «Варяг» и «Кореец», ведущие бой с японскими кораблями, трубы которых видны справа на горизонте. В верхней части, среди облаков, четырехконечный крест — символ христианства, скорби, памяти.
Медали отчеканены на Санкт-Петербургском монетном дворе, всего 697 экземпляров. Стоимость изготовления медалей составила 969 рублей, кроме того, 284 рубля составили расходы на изготовление лент. Автор рисунка медали и штемпеля — медальер Антон Фёдорович Васютинский.

## Порядок ношения
Медаль имела ушко для крепления к колодке или ленте. Носить медаль следовало на груди. Как правило, медаль висела рядом с знаком отличия Военного ордена, который находился правее медали. Лента медали представляла собой российский военно-морской Андреевский флаг: белое поле и косой крест синего цвета на нём.

## Изображение медали
- Лента
- Медаль